# 바이오맨 (영화)
"바이오맨"은 1989년에 개봉한 대한민국의 영화이다.

## 캐스팅
- 박중훈 : 도일 역
- 신미아 : 수지한 역
- 신우철 : 오석도 역
- 남성훈 : 영일 역
- 현길수 : 반지 역
- 이혜진
- 박동룡
- 안대욱
- 오요섭
- 김환진 : 조폭 두목 (목소리) 역
- 윤일봉 (특별출연)

## 제작진
- 각본/감독 : 조명화
- 제작/총감독 : 김청기
- 기획 : 김춘범
- 촬영 : 정운교
- 조명 : 손영철
- 편집 : 이경자
- 음악 : 이경우
- 미술 : 조융삼
- 분장  : 김선경
- 녹음 : 영화진흥공사 녹음실
- 특수효과 : 정도안
- 무술감독 : 권일수
- 조감독 : 박혜원, 심병섭
- 스틸 : 양기주
- 현상 : 영화진흥공사 현상실
- 스크립터 : 권왕례
- 제작부장 : 최창돈, 양근복
- 제작진행 : 김석
- 촬영팀 : 이석현, 임종호
- 조명팀 : 이상율, 이정호, 양권모, 김석현
- 작사 : 남우영
- 작곡/노래 :이경우
- 주제가 : 조갑경